# Weston Turville
Weston Turville är en ort och civil parish i Storbritannien.   Den ligger i kommunen Buckinghamshire och riksdelen England, i den södra delen av landet, 50 km nordväst om huvudstaden London. Weston Turville ligger 99 meter över havet och antalet invånare är 2 317.
Terrängen runt Weston Turville är platt. Runt Weston Turville är det tätbefolkat, med 319 invånare per kvadratkilometer. Närmaste större samhälle är High Wycombe, 18,1 km söder om Weston Turville. Trakten runt Weston Turville består till största delen av jordbruksmark.